# Txomin Peillen
Txomin Peillen Karrikaburu (Montmartre, París, 17 de noviembre de 1932- Cambo-les-Bains, Francia, 9 de diciembre de 2022) fue un escritor francés que escribió mayoritariamente en euskera.
Fue profesor de biología, luego profesor de euskera, y llego a convertirse en profesor emérito. Realizó once trabajos de investigación sobre etnografía (dos becas) y lingüística. Publicó doce libros de cuentos y novelas y ganó cinco premios por ellos. En literatura trabajó etnología, idiomas, humor, fantasía, política, novelas policíacas y erotismo.
Fue miembro destacado del PEN Vasco y su presidente de honor. En 2009 recibió el premio Manuel Lekuona.

## Obras

### Narrativa
- Ale gorriak (2001, Hiria)
- Ale berdeak (2001, Dakit argitaldaria)

### Novela
- Gauaz ibiltzen dana (1967, Itxaropena)
- Itzal gorria (1972, Itxaropena): Berrargitalpena Hiria 2000 lapurtera klasikotik euskara batura
- Gatu beltza (1973, Gero)
- Atxorra eta altximia (1982, Hordago)
- Aldjezairia askatuta (1982], Hordago)
- Aintza txerriari! (1986, Elkar)
- Kristina Bolsward (1991, Leopoldo Zugaza): Berrargitalpena Hiria 2001
- Alarguntsa beltza (2001, Hiria)
- Jan Dabrowski (2013, Utriusque Vasconiae)

### Ensayo
- Jusef Egiategiren lehen liburia (1785) (1983, Euskaltzaindia)
- Bizidunak haurren eta helduen heziketan (1995, Etor)
- Euskaldunen ingurugiroan (espazioa eta denbora) (2001, Dakit argitaldaria)
- Bosquejos vasco-uruguayos (2003, Dakit argitaldaria)
- Baloreak Euskal Herrian eta beste gizarteetan (2005, Utriusque Vasconiae)

### Poesía
- Mende joanaz (2003, Maiatz)

### Literatura para jóvenes
- Errotaria Errege (1979, Hordago)
- Buffalo Billen abentura (1979, Hordago)
- Mirko printzea (1979, Hordago)

### Divulgación
- Agur Zuberoa (2001, Biba Xiberua! Ekimena Urretxu Zumarraga)

### Autobiografía
- Paristar euskaldun bat (ni... neu) (1987, Elkar)

### Etnología
- Animismua Zuberoan (1985, Haranburu)
- Allande Elixagari ligiarraren ixtorioak (1985, Haranburu)
- Zuberoako itzal-argiak (euskarazko jakilegoak) ([1988, Elkar)
- Herri-sendakuntza eta sendagingoa Zuberoan (1998, Joxe Miel Barandiaran Fundazioa)